# Rich Wilkes
Richard "Rich" Wilkes, född 15 augusti 1966 i Princeton i New Jersey, är en amerikansk filmskapare och musiker.

## Filmografi (i urval)
- 1994 – Airheads
- 1995 – Glory Daze
- 2002 – xXx
- 2005 – xXx 2 – The Next Level
- 2017 – xXx: Return of Xander Cage
- 2019 – The Dirt